# Оператор эго
«Оператор эго» (нем. Egoshooter) — драма Кристиана Бекера и Оливера Швабе.

## Сюжет
19-летний Якоб живёт в Кельне, деля квартиру со своим братом и его беременной подругой Каро. Он — бродяга, одержимо записывающий каждый день на видео. Он снимает себя, занимаясь мастурбацией, подглядывает за братом и Каро через окуляр видеокамеры и документирует концерты своего приятеля Филипа.
Он напивается с матерью Пита, удовлетворяет девицу на берегу реки, выпрашивает деньги у прохожих, проникает в чужой дом и вместе с Филипом крушит в нём мебель…

## В ролях
| Актёр            | Роль   |
| ---------------- | ------ |
| Том Шиллинг      | Якоб   |
| Камилла Реншке   | Мани   |
| Макс Тимм        | Филипп |
| Ленни Бурмейстер | Крис   |